# Katarína Dudasová
Katarína Dudasová (ur. 30 stycznia 1984 we Vranovie nad Topľou) – słowacka siatkarka, reprezentantka kraju. Występowała w zespole AZS Białystok. Z nieznanych przyczyn opuściła zespół.

## Kariera
- AZS Białystok
- Doprastav Bratislava
- Slávia UK
- Vital
- Slávia UK Bratislava